# صحراء كلهاري
صحراء كَلَهاري هي سفناء رملية كبيرة شبه قاحلة تقع في منطقة إفريقيا الجنوبية وتمتد على مسافة 900,000 كيلومتر مربع في معظم أراضي بوتسوانا وأجزاء من ناميبيا وبعض مناطق جنوب إفريقيا.

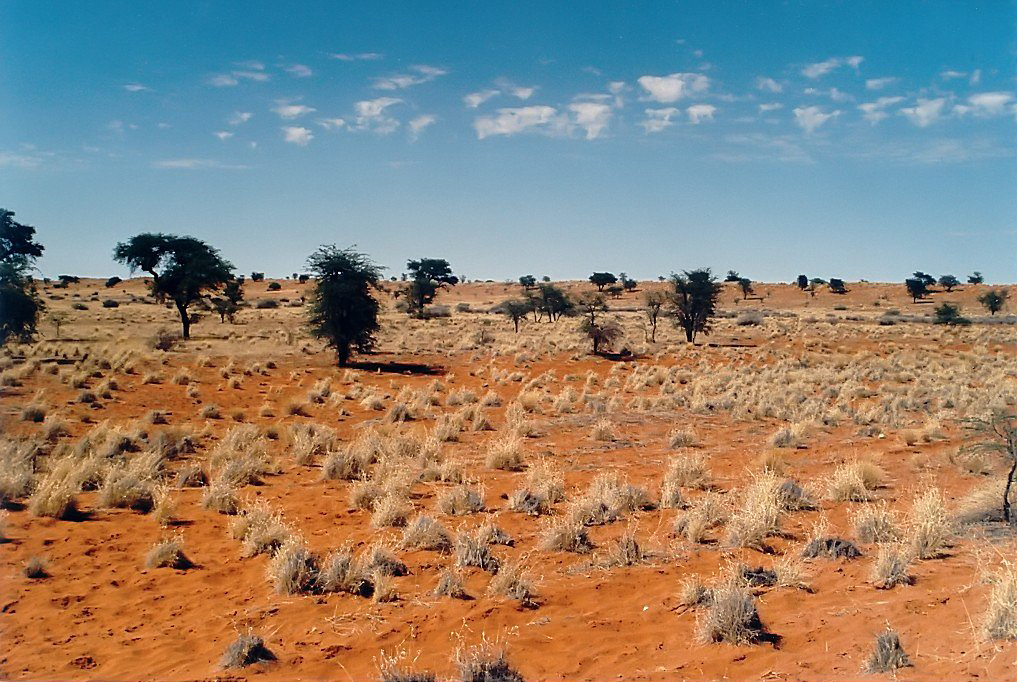
صحراء كَلَهاري في ناميبيا

## الموقع
تمتد صحراء كَلَهاري على مساحة 900,000 كم2, وتغطي أغلب أراضي بتسوانا بالإضافة لأجزاء من ناميبيا وجنوب إفريقيا، تحيط بها منخفضات كَلَهاري في مساحة 2.5 مليون كم2, وتغطي المنخفضات أيضا أغلب أراضي بتسوانا، بالإضافة لأجزاء من جنوب إفريقيا، ناميبيا، أنغولا، زامبيا وزيمبابوي.
النهر الرئيسي الذي يمر بها هو نهر أوكفانجو، الذي يتدفق خلال دلتا في الشمال الغربي للصحراء، مكونا العديد من المستنقعات الغنية بالحياة البريّة.

## المناخ
يأتي اسم «كَلَهاري» في اللغة التسوانية المحلية لبوتسوانا من كلمة كير "Keir" وهي تعني «العطش العظيم»، فعلى مساحات كبيرة دخل الصحراء تمتد الرمال الحمراء دون وجود أي مصدر أساسي للماء، ورغم ذلك لا يعتبر البعض كَلَهاري صحراء حقيقيّة، لأن ـ في بعض أجزائها ـ تهطل الأمطار بكثافة تصل إلى 250 مم سنويا، في حين تعد جافة فعلا في جنوبها الغربيّ، حيث لا تزيد نسبة الأمطار عن 175 مم سنويا.
أما صيفًا، فتتراوح درجة الحرارة في الصحراء ما بين 20° و40° درجة سيليزية، أما في الشتاء فيسودها جوّ جاف بارد مكسو بالصقيع ليلا. حتى تصل درجة الحرارة أحيانا إلى الصفر.

## السكان
يعيش داخل الصحراء مجموعة من قبائل البوشمن، وهم مجموعة من القبائل البدائية، ولا يسمون أنفسهم اسما محددا، يطلق عليهم البعض لفظ «سان» أو «باساروا» إلا أن العديد منهم يعتبرون هذه الألفاظ إهانة، حيث أن «سان» يعني في لغة الخوي خوي «الغريب»، و«بساروا» تعني «من لا يملك شيئا»، لذلك يفضل أغلبهم لفظ «البوشمن» (بالإنجليزية: Bushmen)‏، التي أطلقها عليهم المستوطنون الأوائل بهه المنطقة.
لغتهم الخاصة تسمى «الخوسيان» وهي تعتمد على الطرقعات بالفم (مثل صوت «توء» بالفم عندنا).
وإلى حد ما يعتبر البوشمِن عبدة لأرواح الموتى، غير أنهم يؤمنون كذلك بوجود إله قويّ خلق نفسه ثم خلق الأرض والماء والصحراء، وهو إله خيِّر على الأرجح، إلا أن غضبته مخيفة ويسمونه «هارا»، كما يؤمنون بوجود إله أصغر مسئول عن الشر والسحر الأسوَد.

## الثروات المعدنية
يوجد بالمنطقة مناجم كبيرة للفحم والنحاس والنيكل واليورانيوم، كما يوجد أحد أغنى مناجم الألماس بالعالم في منطقة أورابا شمال شرقيّ الصحراء.

## المقاطعات
هذه قائمة بأهم المقاطعات الموجودة في هذه الصحراء.
- مقاطعة كجالاجادي، بتسوانا
- مقاطعة غانزي، بتسوانا
- مقاطعة كوينينج، بتسوانا
- المقاطعة الجنوبية، بتسوانا
- المقاطعة المركزية، بتسوانا
- المقاطعة الشمال غربية، بتسوانا
- ناميبيا